# 지에치누프
지에치누프(Dziecinów)는 오트보츠크군, 소비에니에-예지오리 그미나에 있는 촌락이다. 이 촌락은 6 km2 (2.3 mi2)의 면적을 차지한다. 대략 704명의 주민이 거주한다 (2007년). 촌락에는 마조프셰주 도로 801호, 마조프셰주 도로 799호, 마조프셰주 도로 805호와 비스와 지에치누프 스포츠 클럽이 있다. 비스와강 근처에 위치한다. 1975년부터 1998년까지 이 촌락은 시들체주에 속했다.